# Rosalbina Carradori
Scènes principales
- Her Majesty's Theatre à Londres
- Théâtre italien de Paris

Maria Caterina Rosalbina Carradori-Allan (née de Munck en 1800 à Milan, décédée le 15 octobre 1865 à Surbiton) est une soprano française qui s'est produite au XIXe siècle.

## Biographie
Née dans la maison palatine d'un père français, le baron de Munck, colonel alsacien dans l'armée française, et d'une mère de nom Caradori, qui était originaire de Saint-Pétersbourg. La mort de son père laisse la famille sans le sou, mais comme Maria-Caterina de Munck avait été formée au chant par sa mère, elle peut se produire dans des concerts et des opéras dès ses 20 ans.
Après une tournée en France et en Allemagne sous le nom de Mlle de Munck, elle obtient du comte St. Antonio un engagement au King's Theatre de Londres, où elle fait ses premières apparitions, sous le nom de Mme Carradori, comme Cherubino dans Le nozze di Figaro le 12 janvier 1822, ce qui a des échos jusqu'en France. En 1823, elle est engagée de nouveau et chante le rôle de Vitellia dans La clemenza di Tito de Mozart et en Carlotta dans Elisa e Claudio (it) de Saverio Mercadante, et ses interprétations font parler d'elle jusqu'en France.
En 1824, elle épouse Mr. E. T. Allan, secrétaire du King's Theatre, où elle est engagée de nouveau, chantant avec Angelica Catalani dans Nuovo latico per la Musica de Mayr et comme Zerlina dans Don Giovanni. L'année suivante, elle joue Carlotta dans L'Adelina de Pietro Generali, Fatima dans Pietro l'Eremita de Gioachino Rossini, et Palmide dans Il crociato in Egitto de Giacomo Meyerbeer - où elle joue avec le castrat Giovanni Battista Velluti, ce qui est moyennement apprécié des Anglais, malgré la qualité de leurs prestations.
En 1826, elle chante avec Giuditta Pasta dans Giulietta e Romeo de Zingarelli, et interprète Rosine dans Il barbiere di Seviglia. Elle chante le solo de soprano à la première anglaise de la Symphonie nº 9 de Beethoven, le 21 mars 1826, et participe à des festivals à York ou à Gloucester. L'année suivante est son ultime saison en Angleterre, où elle participe aux festivals de Leicester et Worcester, puis elle se rend sur le continent.
Elle chante à Venise en 1829-1830,, où elle crée le rôle de Giulietta dans I Capuleti e i Montecchi de Bellini,. Elle fait un séjour attendu à Paris en 1831,, où elle apparaît d'abord dans le rôle de Rosine, et la critique la décrit comme : « une jeune dame blonde, jolie et gracieuse », « habituée à la scène ». Elle retourne en Italie pour des apparitions à Gênes, à Venise, à Senigallia et à Florence (1832). Après une saison à Paris où elle se fait apprécier en Cenerentola, elle passe de nouveau à Florence et à Saint-Pétersbourg en 1833 pour des concerts, ainsi qu'à la cour de Russie.
En 1834 elle revient à l'opéra italien de Londres, participe au festival Haendel de Westminster Abbey. Après 1835 elle demeure en Angleterre jusqu'à sa mort. À la fin de sa carrière, elle abandonne la scène pour chanter des oratorios ou dans des concerts, ce qui lui réussit bien. En 1836 elle est au festival de Winchester avec Maria Malibran, qui s'écroule dans ses bras au terme d'un bis pour mourir peu après. En 1838 et 1840, elle fait une tournée aux États-Unis. En 1846, elle participe à l'exécution de l'oratorio Elias de Mendelssohn au festival de Birmingham. Elle contribue régulièrement aux Concerts of Antient Music (en), et enseigne le chant, voire compose quelques duettos pour voix féminines (Le Due Rose, Il Canto del Trovadore,et Il sospiro) ou quelques romances (La plus jolie, Le sourire ou La fileuse),.
Elle prend sa retraite en 1848, après le Concert of Ancient Music du 14 juin. Elle accepte de faire une dernière intervention le 1er mai 1851 au concert du Crystal Palace pour le début de l'Exposition universelle de 1851. Elle meurt à Elm Lodge, Surbiton, le 15 octobre 1865.

## Caractéristiques de ses interprétations
En 1831, la critique française la décrit ainsi : « sa voix est un peu faible et pleine de charme ; la méthode de Mme Carridori est pure et facile ; ses fioraetti sont faits avec goût, elle aborde avec assurance les passages difficiles et les reproduit nettement. ». En 1832, le Mercure de France est moins enthousiaste : « talens de second ordre », « l'uniformité de son chant et la froide correction de sa méthode ».
Tout au long de sa vie, elle fut assez populaire, par son naturel aimable. Elle était très accomplie en musique, lisant les partitions sans difficulté et composant elle-même des airs pour solo ou pour ensemble vocal. Sa façon de chanter était plus du côté de la perfection que de la force ; sa voix était pure, douce, claire, argentine et flexible. Cependant, elle a plus charmé que surpris son public,.

## Interprétations

### Rôles créés
- Fausta dans Costantino in Arles de Giuseppe Persiani, à La Fenice de Venise, le 26 décembre 1829[8],[23].
- Le rôle-titre dans Maria di Brabante d'Albert Guillon (de), à La Fenice de Venise, le 25 février 1830[9].
- Giulietta dans I Capuleti e i Montecchi de Bellini, face à Giuditta Grisi en Romeo, à La Fenice de Venise, le 11 mars 1830[10]

### Autres
- Creusa dans Medea in Corinto de Simon Mayr, face à Giuditta Pasta, au King's Theatre de Londres (Haymarket), en juin 1826[24].
- Ottavia dans L'ultimo giorno di Pompei de Giovanni Pacini, au Teatro Carlo Felice de Gênes, durant le carnaval 1831[14] et de nouveau à La Fenice de Venise, le 14 janvier 1832[15].
- Le rôle-titre dans Anna Bolena de Donizetti, au Teatro Comunale de Senigallia, l'été 1832[16].
- Amina dans La sonnambula de Bellini, au Teatro della Pergola de Florence, l'automne 1832[17] et de nouveau l'automne suivant[18]

## Hommages
Une rose porte son nom , la Caradori-Allan : « fleur moyenne, presque pleine ; fleur poussant en corymbes ; coloris rose vif ».